# Saint-Priest, Rhône
Saint-Priest je jugovzhodno predmestje Lyona in občina v vzhodnoosrednjem francoskem departmaju Rhône regije Rona-Alpe. Leta 2019 je naselje imelo 47.000 prebivalcev.

## Geografija
Naselje se nahaja na jugovzhodu Lyona.

## Administracija
Saint-Priest je sedež istoimenskega kantona, vključenega v okrožje Lyon.

## Pobratena mesta
- Arezzo (Italija)
- Mühlheim-am-Main (Nemčija)